# Johann Wilhelm Ludowici
Johann Wilhelm Ludowici (* 29. März 1896 in Jockgrim; † 27. Februar 1983 in Rülzheim, Pfalz) war ein deutscher Unternehmer in der Ziegelindustrie und nationalsozialistischer Funktionär.

## Leben
Geboren als Sohn des Ziegeleibesitzers Wilhelm Ludowici besuchte er das Realgymnasium in München und studierte an der Technischen Hochschule Karlsruhe, der Technischen Hochschule München, der Technischen Hochschule Berlin und der Technischen Hochschule Aachen. Nach der Promotion zum Dr.-Ing. trat er 1920 in das väterliche Unternehmen ein, die Falzziegelwerke Carl Ludowici. 1925 wurde er Gesellschafter.
Daneben war er Vorsitzender des Aufsichtsrats der Tonwarenindustrie AG (Wiesloch), der Ludwigshafener Walzmühle AG und der Birkenfelder Ton- und Ziegelwerke GmbH (Birkenfeld), stellvertretender Vorsitzender des Aufsichtsrats der Frankfurter Baustoff-Beschaffungs AG, Abteilung Deutsche Klinker- und Ziegelwerke (Meerholz) und Mitglied des Aufsichtsrats der Aktienbrauerei Bürgerbräu in Ludwigshafen.
Im Januar 1923 war Ludowici einer der Rädelsführer beim Sturm auf das Hotel Grünwald in München, einem Überfall rechtsradikaler Aktivisten auf ein großes Hotel am Münchener Bahnhof, in dem sie Angehörige der Überwachungskommission der Siegermächte des Ersten Weltkriegs für die Stadt München vermuteten, die sie als feindliche Ausländer anlässlich der Besetzung der Pfalz durch Frankreich aus München ausweisen wollten. Bei der Verwüstung des Hotels entstanden mehrere Millionen Euro Sachschaden. Im nachfolgenden Prozess vor dem Münchener Volksgericht wurden Ludowici und der andere Rädelsführer Edmund Heines jedoch mangels Beweisen für ihre Verantwortung (diese kamen erst Jahre später ans Licht) freigesprochen, während einige nachgeordnete Täter geringfügige Haftstrafen erhielten.
Ludowici trat 1923 der NSDAP bei und schloss sich zum 1. Mai 1933 der neu gegründeten Partei an (Mitgliedsnummer 3.206.232).
Ludowici war Stellvertreter des NS-Chefideologen Alfred Rosenberg im Kampfbund für deutsche Kultur (KfdK). Seit 1933 hatte er die Leitung des Reichsheimstättenamts der Deutschen Arbeitsfront (DAF) inne. Darüber hinaus war er seit März 1933 Beauftragter der NSDAP für alle Siedlungsaufgaben und Siedlungsbeauftragter im Stab des Stellvertreters des Führers. Mit seiner 1935 gegründeten Akademie für Landesforschung und Reichsplanung nahm er Einfluss auf die regionale Sozialplanung. Von 1935 bis 1937 erschien die Zeitschrift Reichsplanung, Organ der Akademie für Landesforschung und Reichsplanung.
Ludowici wurde im Mai 1934 ehrenamtlicher Stellvertreter des Reichskommissars für das Siedlungswesen Gottfried Feder. Die Neuerschaffung dieses Amts wurde mit der Notwendigkeit begründet, die Zuständigkeiten dieses Bereiches zu bündeln. Im gleichen Zug wurde das Heimstättenamt der NSDAP in dieses Kommissariat integriert. So gelang es der NSDAP ihren Einfluss gegenüber den ehemaligen Kompetenzen der jeweiligen Länderfachministerien zu durchbrechen und festzusetzen. Zu Ludowicis Sachbearbeitern zählte Martin Kornrumpf, der später für die nationalsozialistische Reichsarbeitsgemeinschaft für Raumforschung (RAG) arbeitete (Atlas bayrische Ostmark), die gemeinsam mit der Reichsstelle für Raumordnung (RfR) zuvor wesentlich den Machtverlust von Ludowicis Akademie für Landesforschung und Reichsplanung bewirkt hatte. Mit Kornrumpf verband Ludowici die Mitarbeit in der Flüchtlingsforschung nach 1945: Ludowici war ab 1955 über 20 Jahre Mitglied der AWR, der Forschungsgesellschaft für das Weltflüchtlingsproblem (Association for the Study of the World Refugee Problem).
Für seine verstorbene Ehefrau Hannah ließ Ludowici 1937/38 in Jockgrim die Ludowici-Kapelle als Grabkapelle erbauen. 1948 übergab er die Kapelle an die protestantische Kirchengemeinde.
Nach 1945 entwarf Ludowici Kugelhäuser, erhaltene Prototypen finden sich in Jockgrim und Neupotz. Ludowici verfasste mehrere wissenschaftliche Arbeiten über das Bauwesen und über Thermodynamik. 

## Schriften (Auswahl)
- Das deutsche Siedlungswerk. Heidelberg 1935.
- Industrieverlagerung. (= Schriftenreihe des Amtes des Siedlungsbeauftragten der NSDAP, Band 3.) München 1935.
- Entproletarisierung. Der Sinn der neuen Wirtschaftsführung. In: Völkische Wissenschaft, 2. Jahrgang 1934/1935, S. 66–78.
- Die Umlagerung der Industrie von der Stadt auf das Land. Ihre Auswirkung auf die Wohnungs- und Siedlungspolitik. In: Völkischer Beobachter, Nr. 290 vom 17. Oktober 1934.